# Wiesława Parszniak
Wiesława Parszniak, po mężu Kowalska (ur. 2 października 1930 w Warszawie, zm. 29 maja 2001 tamże) – polska koszykarka i piłkarka ręczna, mistrzyni i reprezentantka Polski.

## Kariera sportowa

### Koszykówka
Była zawodniczką Społem Warszawa, Spójni Warszawa i AZS Warszawa. Ze Spójnią wywalczyła w 1951 i 1952 mistrzostwo Polski. W latach 1950–1952 wystąpiła w 21 spotkaniach reprezentacji Polski seniorek, m.in. zagrała na mistrzostwach Europy w 1950 (6. miejsce) i 1952 (5. miejsce). Po zakończeniu kariery zawodniczej pracowała w Spójni jako trener, następnie była nauczycielką wychowania fizycznego i pracownikiem inspektoratu oświaty w dzielnicowej radzie narodowej.

### Piłka ręczna
Reprezentowała barwy SKS Warszawa, Spójni Warszawa (1949–1951) i AZS Warszawa (1951–1954). W barwach SKS zdobyła mistrzostwo Polski w odmianie 7-osobowej (1948), w barwach Spójni wicemistrzostwo (1949) i mistrzostwo Polski w odmianie 7-osobowej, w barwach AZS mistrzostwo Polski w odmianie 11-osobowej (1953). W 1953 wystąpiła w dwóch spotkaniach reprezentacji Polski w odmianie 11-osobowej, zdobywając jedną bramkę (były to dwa pierwsze mecze w historii polskiego zespołu). 